# San Luis Open 2024
Die San Luis Open 2024 waren ein WTA Challenger-Tennisturnier der WTA Challenger Series 2024 für Damen und ein ATP-Tennisturnier der ATP Challenger Tour 2024 für Herren in San Luis Potosí. Die Turniere fanden parallel vom 25. bis 31. März 2024 statt.

## Damenturnier
→ Qualifikation: San Luis Open 2024/Damen/Qualifikation